# Toussus-le-Noble
Toussus-le-Noble là một xã của Pháp, nằm ở tỉnh Yvelines trong vùng Île-de-France.
Người dân địa phương trong tiếng Pháp gọi là Nobeltussois.
Các đơn vị giáp ranh: Les Loges-en-Josas về phía đông bắc, Jouy-en-Josas về phía đông, Saclay (Essonne) về phía đông nam, Villiers-le-Bâcle (Essonne) về phía nam, Châteaufort về phía tây và Buc về phía bắc.